# Guido di Graziano

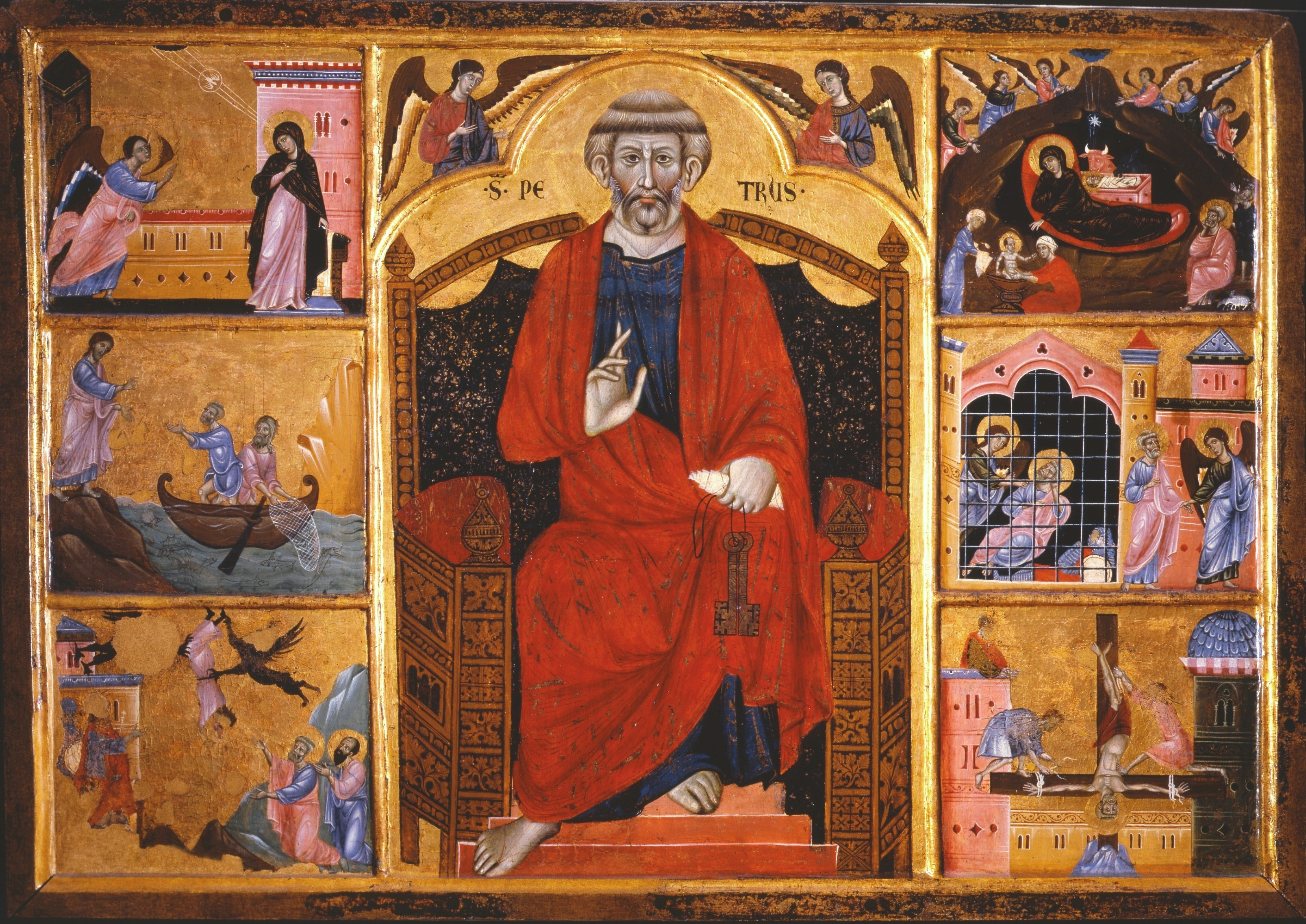
Retabel van de H. Petrus, Pinacoteca nazionale di Siena

Guido di Graziano, ook Guidone di Graziano genoemd, was een kunstschilder en miniaturist die werkzaam was in Siena op het einde van de 13e eeuw. Zijn activiteit is gedocumenteerd tussen 1278 en 1302. Hij werd dikwijls vereenzelvigd met Guido da Siena, maar die stelling blijkt nu achterhaald te zijn.

## Biografie
Er is geen biografische informatie over Guido di Graziano beschikbaar maar hij werd wel tweemaal genoemd als auteur van tabletten (boekplatten) voor registers van de biccherna, een eerste maal in het tweede semester van 1284 samen met zijn broers Meo en Guarnerio, eveneens schilders, en een tweede maal in het eerste kwartaal van 1292. Daarnaast werd hij ook nog genoemd als Guidone della "lira" di San Donato. in een archieftekst van 1282. Ook zijn broer Guarnerio werd in datzelfde document vernoemd. Tussen 1278 en 1302 worden nog verscheidene betalingen genoteerd aan een schilder Guido genoemd, (dus niet expliciet Guido di Graziano) voornamelijk voor de versiering van de boeken van de "camerlengo" (hoofd)  en de "provedittori" (functionarissen) van de biccherna.
In 1292 komt hij voor in een akte over de verkoop van een eigendom aan het Ospedale della Misericordia en in 1295 zijn er betalingen voor de realisatie van twee verloren gegane fresco's in het Palazzo Pubblico, een Maestà en een met de apostelen Petrus en Paulus. Of al deze betalingen inderdaad aan dezelfde persoon gericht waren heeft lange tijd voor discussies tussen de kunsthistorici gezorgd en is ook vandaag nog niet duidelijk.
Van alle gedocumenteerde opdrachten is er slechts een die met absolute zekerheid aan Guido di Graziano kan toegewezen worden, het tablet voor de biccherna van 1280, met een afbeelding van Don Guido monnik van San Galgano. Op basis van dit werkje heeft kunsthistoricus Luciano Bellosi, afgaande op de stijlkenmerken, een aantal werken aan de meester toegeschreven. Hierbij zijn onder meer het Retabel van de H. Petrus, nu in de Pinacoteca Nazionale di Siena, en een paneel met Franciscus van Assisi en taferelen uit zijn leven, bewaard in hetzelfde museum. Sedertdien zijn daar nog de Madonna di San Regolo in de gelijknamige kerk in Montaione en een Madonna met Kind,  bewaard in het Museo archeologico e d'arte della Maremma in Grosseto.
De duidelijke verschillen tussen deze werken en de bekende werken van Guido da Siena maken het vrij zeker dat het om twee verschillende meesters gaat.

## Stijlkenmerken
Guido di Graziano leunde sterk aan bij Cimabue wiens stijl sterk verschillend was van de manier van schilderen van Duccio di Buoninsegna. Zijn schilderijen hebben een delicate kleurkwaliteit, met rijke tonen en transparanties. De vloeiende lijnen van zijn composities wijken volledig af van de starre afbeeldingen van zijn voorgangers. Hij onderscheidde zich door zijn onmiskenbaar talent om eenvoudige en doeltreffende composities te maken.

## Lijst van de toegeschreven werken
- Tablet van de biccherna met Don Guido monnik van San Galgano, 1280, Siena, Archivio di Stato
- Retabel van de H. Petrus, Siena, Pinacoteca Nazionale
- Franciscus van Assisi en taferelen uit zijn leven, Siena, Pinacoteca Nazionale
- Madonna van San Regolo, Montaione, Parochiekerk van San Regolo
- Madonna met Kind, Grosseto, Museo archeologico e d'arte della Maremma
- Madonna met Kind, Siena, Convento delle Cappuccine
- Tablet van de biccherna met frate Magino degli Umiliati, 1307, Siena, Archivio di Stato
- Versierde initiaal in het corale 33C, Siena, Museo dell'Opera del Duomo
- verluchting van de  Tractatus de Creatione Mundio, Siena, Biblioteca comunale ms H.VI.31; deze toeschrijving wordt betwist.[6]
- Christus in majesteit met de Maagd en de apostelen (miniatuur),  Cortona, Biblioteca comunale codex 1,